# 劳动屯站
劳动屯站是位于黑龙江省大庆市大同区葡萄花镇的一个铁路车站，邮政编码163818。车站建于1966年，有通让铁路经过该站，现仅办理客运业务，车站及其上下行区间均已电气化。车站距离通辽站324公里，隶属沈阳铁路局白城车务段，原为四等站，现为乘降所。